# تاش-آستی
تاش-آستی (انگلیسی: Tash-Asty) یک شهرک در شهرستان گافوریسکی استان باشقیرستان کشور روسیه است.